# Duboko (Ljubovija)
Duboko (Servisch cyrillisch Дубоко) is een plaats in de Servische gemeente Ljubovija. De plaats telt 484 inwoners (2002).